# نیژلان
شهر نیژلان (به فرانسوی: Nijlen) در شهرستان مشلان در استان آنتوئر در منطقه فلاندری در کشور بلژیک واقع شده‌است.